# Никой като теб
Никой като теб (на испански: Nadie como tú) е мексиканска теленовела, режисирана от Клаудия Елиса Агилар и Хуан Пабло Бланко и продуцирана от Игнасио Сада Мадеро за ТелевисаУнивисион през 2023 г. Версията, разработена от Антонио Абаскал, Карлос Даниел Гонсалес, Данте Ернандес Миранда, Сол Руби Сантияна и Клаудия Еухения Перес, е базирана на португалската теленовела Неукротим дух, създадена от Сандра Сантос.
В главните роли са Карла Ескивел, Брандон Пениче, Алехандра Барос и Диего Оливера, а в отрицателните – Едуардо Сантамарина, Елисабет Алварес, Ирина Баева, Иван Арана и Карлос Спейцер. Специално участие вземат Пати Диас, Даниела Алварес, Рамсес Алеман, Игнасио Гуадалупе и Еванхелина Соса.

## Сюжет
Преди двадесет и една години Раймундо Мадригал и Хосе Мария Фигероа се преместват в Сан Мигел Арканхел със семействата си, за да станат производители на мескал. Тереса, съпругата на Раймундо, има връзка с Хосе Мария и когато Раймундо разбира, той я напада. Тереса бяга с децата си, но Раймундо я преследва и предизвиква автомобилна катастрофа, при която Бианка, най-малкото дете на Мадригал, е оставена да умре. Тя е спасена от Ерендира, която я отвежда у дома, за да я представи за починалата си дъщеря Химена. Междувременно Тереса решава да се дистанцира от Хосе Мария и да остане с Раймундо. След като е обвинена в магьосничество, Ерендира избягва с Уго и Бианка (Химена) и си намира работа в имението на Фигероа.
Години по-късно Химена се влюбва в Салвадор, сина на Хосе Мария. Ерендира признава на Химена, че тя всъщност е Бианка Мадригал, което кара Химена да се съмнява за целия си живот. Омразата между Мадригал и Фигероа се разпалва отново с разкритието за произхода на Химена, което пречи на нея и Салвадор да бъдат заедно.

## Актьори
- Карла Ескивел – Химена Сантана Гарсия / Бианка Мадригал Ареола
- Брандон Пениче – Салвадор Фигероа Толедано
- Едуардо Сантамарина – Раймундо Мадригал Каналес
- Алехандра Барос – Тереса Ареола Виясеньор де Мадригал
- Диего Оливера – Хосе Мария Фигероа Арсе
- Елисабет Алварес – Бегония Толедано Масиел де Фигероа
- Ирина Баева – Ромина Ортуньо Виери
- Пати Диас – Ерендира Сантана Гарсия
- Иван Арана – Джонас Мадригал Ареола
- Карлос Спейцер – Уго Сантана Гарсия
- Игнасио Гуадалупе – Аурелио
- Клаудия Тройо – Марта
- Даниела Алварес – Хасмин Фигероа Толедано
- Рамсес Алеман – Едуардо Мадригал Ареола
- Гути Карера – Фабиан Армента Ривас
- Еванхелина Соса – Хасинта
- Шарон Гайтан – Тоня
- Уго Асевес – Лауреано
- Фабиола Андере – Пиедад
- Дайрен Чавес – Селия
- Мария Хосе Парга – Ситлали
- Аксел Трухийо – Нестор
- Таня Саенс – Лола
- Ханс Гайтан – Матиас Фигероа Толедано
- Фернанда Бернал – Кармен
- Ева Даниела – Лорена

## Премиера
Премиерата на „Никой като теб“ е на 14 август 2023 г. по Las Estrellas. Последният 122 епизод е излъчен на 28 януари 2024 г.
| Година | Излъчване              | Брой епизоди | Премиера       | Премиера         | Финал          | Финал            |
| Година | Излъчване              | Брой епизоди | Дата           | Зрители (в млн.) | Дата           | Зрители (в млн.) |
| ------ | ---------------------- | ------------ | -------------- | ---------------- | -------------- | ---------------- |
| 2023   | понеделник-петък 16:30 | 122          | 14 август 2023 | 5.2              | 28 януари 2024 | 4.1              |

## Продукция
През февруари 2023 г. е съобщено, че Игнасио Сада Мадеро започва препродукция на следващата си теленовела. На 15 март 2023 г. е обявено, че Брандон Пениче ще изпълнява главната мъжка роля, а Ирина Баева е избрана за главната отрицателна роля в историята. На 24 март 2023 г. е обявено, че Карла Ескивел ще партнира на Пениче. Записите на теленовелата започват на 8 май 2023 г.

## Версии
- Неукротим дух, португалска теленовела от 2010 г., продуцирана от Раул Суарес и Луис Фиало Рико за TVI, с участието на Вера Колодзик, Диого Амарал, Луис Еспартейро, София Николсон и Антонио Капело.